# Patscherkofel
Patscherkofel är ett berg i  Tyrolen i Österrike. Det ingår i Tuxalperna, och är beläget på en höjd av 2 246 meter över havet
Nedför berget kördes alpin skidåkning vid olympiska vinterspelen 1964 och 1976, då herrarnas störtlopp avgjordes här. Övriga alpina grenar avgjordes vid Axamer Lizum.

### Fotnoter
1. ↑  ”Patscherkofel” (på engelska). Mountain Forecast. http://www.mountain-forecast.com/peaks/Patscherkofel. Läst 3 mars 2014.
2. ↑  1964 Winter Olympics official report. Arkiverad 7 februari 2012 hämtat från the Wayback Machine. pp. 78, 82-85. (tyska)
3. ↑  1976 Winter Olympics official report. Arkiverad 26 februari 2008 hämtat från the Wayback Machine. p. 198. (engelska), (franska), & (tyska)